# FCソウル
FCソウル（エフシーソウル、朝鮮語: FC 서울、英語: FC Seoul）は、韓国の首都ソウルをホームタウンとするプロサッカークラブである。Kリーグ1に加盟している。

## 概要
1983年12月22日、ラッキー金星財閥傘下のサッカークラブ、チーム名はラッキー金星ファンソ（럭키금성 황소、ラッキー・クムソン・ファンソ）として創立した。
国際タイトルはない（2001年-2002年のアジアクラブ選手権と2013年のAFCチャンピオンズリーグでそれぞれ準優勝しているのみ）が、国内タイトルではKリーグ1を6回、韓国FAカップを2回、韓国リーグカップ（2011年大会を最後に廃止された）を2回、韓国スーパーカップ（2006年大会を最後に廃止された）を1回の優勝を果たしている。

## 歴史

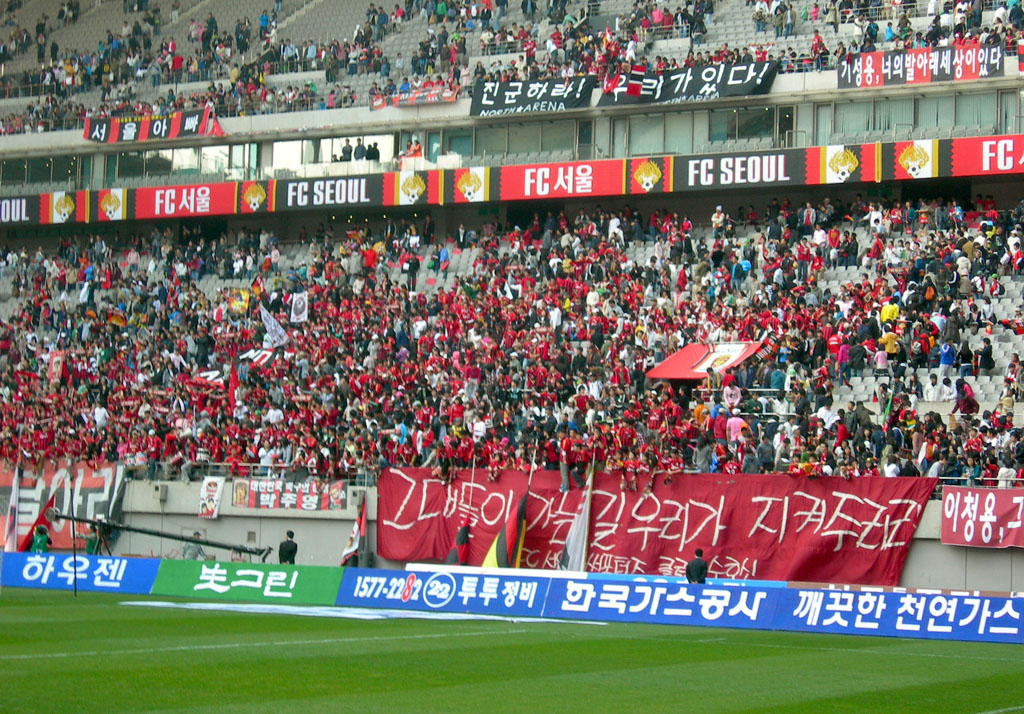
FCソウルのホームゲーム

### 1983年 クラブ創設
1983年
12月22日、ラッキー金星財閥傘下のサッカークラブラッキー金星ファンソ（럭키금성 황소、ラッキー・クムソン・ファンソ）として創立、国内5番目のプロサッカークラブとなった。

### 1984年 Kリーグに参加
1984年
リーグ発足2年目の1984年よりKリーグ（当時はスーパーリーグ）に参加する。リーグは7位。ホームは忠清南道であった。

### 1985年-1989年（1985年 リーグ初優勝）
1985年
得点王とアシスト王の2冠に輝いたピヤポン・ピウオンの活躍もあり、初のリーグ優勝を飾った。
1986年
リーグ準優勝
1987年
リーグ5位
1988年
リーグ4位、FAカップ優勝
1989年
韓国プロサッカー大会準優勝

### 1990年-1995年（1990年 忠清道からソウルに移転、LGチータースに改名）
1990年
それまで本拠地としていた忠清道からソウルに移転、親会社の社名変更に伴いLGチータース（LG 치타스）に改名。韓国プロサッカー大会優勝。
1991年
リーグ6位
1992年
リーグ4位、アディダスカップ準優勝
1993年
リーグ準優勝
1994年
リーグ5位、アディダスカップ準優勝
1995年
リーグ8位、シーズン通算観客動員1位

### 1996年-2003年（1996年 京畿道の安養市に移転、安養LGチータースに改名）
1996年
ソウル近郊の京畿道・安養市に移転し安養LGチータース（안양 LG 치타스）に改名。リーグ9位。
1997年
リーグ9位
1998年
リーグ8位、アディダスカップ：グループ2位、FAカップ優勝
1999年
リーグ9位、アディダスカップ準優勝
2000年
リーグ優勝
2001年
リーグ準優勝、スーパーカップ優勝、チーム通算200勝達成
2002年
リーグ4位、アジアクラブカップ準優勝、アディダスカップグループ1位
2003年
リーグ8位

### 2004年-2008年（2004年 FCソウルに改名）
2004年
本拠地をソウルに移転し、同時にFCソウル（FC 서울）と改称。6月から運営がLGグループから分離したGSグループへ移管。リーグ総合5位。
2005年
注目の若手フォワードである朴主永を高麗大学校に在籍したまま加入させた2005年途中からは観客動員数は飛躍的に伸び、ホーム戦どころかアウェイで遠征したクラブ（釜山アイパークや光州尚武FC）の最多動員記録に貢献することになった。リーグ総合6位、ハウゼンカップ5位。
2006年
リーグ総合3位、カップ大会優勝、FC東京と親善試合（入場者61235人）
2007年
ハウゼンカップ準優勝、リーグ総合7位、プロスポーツ史上最多観客動員数達成（55,397人、４月8日 vs 水原）
2008年
リーグ2位、総合2位。

### 2009年-2011年（2009年 AFCチャンピオンズリーグへ初出場）
2009年
AFCチャンピオンズリーグ2009でACL初出場するとグループリーグでG大阪（日本）、山東魯能（中国）、スリウィジャヤ（インドネシア）のグループFを3勝1分2敗で2位通過して決勝トーナメントに進出した。
リーグ5位、ピースカップコリア（カップ大会）ベスト4。
2010年
5月5日のホームゲーム（対城南一和天馬）では、60747人がスタジアムに来場し、Kリーグにおける1試合の観客動員数の新記録を達成した。リーグ戦1位でプレーオフに進出し、チャンピオン決定戦で済州ユナイテッドFCに勝利し、ソウル移転後初優勝を達成し、Kリーグカップとの2冠となった。
2011年
AFCチャンピオンズリーグ2011で2大会ぶりに出場するとグループリーグで名古屋グランパスエイト（日本）、アル・アインFC（UAE）、杭州緑城足球倶楽部（中国）のグループリーグFを3勝2分1敗で1位通過して決勝トーナメントに進出した。
リーグ3位

### 2012年-現在（2012年 5度目のリーグ制覇, 2016年 6度目のリーグ制覇）

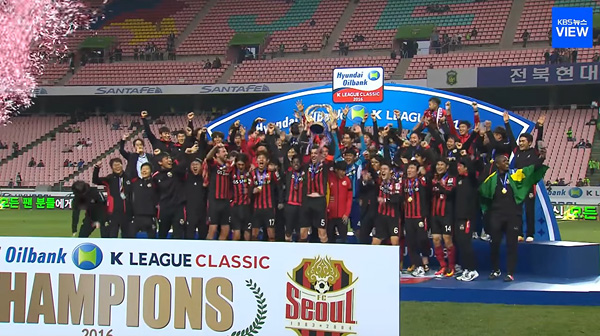
4年ぶり6度目のKリーグ優勝

2012年
崔龍洙が正式に監督に就任し、2年ぶりのKリーグ優勝を達成した。
ACL2012のラウンド16で鹿島（日本）と対戦した。アウェイで2-2（PK戦5-4）で勝利し準々決勝に進出した。準々決勝でウム・サラルSC（カタール）と対戦した。アウェイの第1戦を2-3で敗れるとホームの第2戦では1-1で合計スコア3-4で準々決勝で敗退が決定した。
2016年
4年連続の6回目の出場となったAFCチャンピオンズリーグ2016のグループリーグで山東魯能泰山足球倶楽部（中国）、サンフレッチェ広島F.C（日本）、ブリーラム・ユナイテッドFC（タイ）のグループFを4勝1分1敗で首位通過して決勝トーナメントに進出した。
ACL2016のラウンド16で浦和レッドダイヤモンズ（日本）と対戦した。アウェイの第1戦を0-1で敗れたがホームの第2戦では3-2で勝利し、合計スコア3-3（PK戦7-6）で準々決勝に進出した。
6月21日、監督の崔龍洙が中国サッカー・スーパーリーグの江蘇蘇寧の監督に就任することを発表。それに伴い黄善洪の監督就任を発表。
Kリーグクラシックでは、最終節で前年度王者の全北現代モータースを1-0で下し、4年ぶり6度目の優勝を果たした。
2017年
黄善洪体制を続けたが、5位にとどまった。
2018年
シーズン開幕後の4月30日に監督の黄善洪が成績不振で辞任した。李乙容が後任となったが、成績不振で10月11日に辞任し、崔龍洙が2年4ヶ月ぶりに復帰した。リーグ戦は11位で釜山アイパークと昇格・降格プレーオフで対戦して勝利し、Kリーグ1に残留した。
2020年
許昌秀がGSグループおよびFCソウルの会長職を退任し、許兌秀が後任となった。

## タイトル

### 国内タイトル
- Kリーグ1：6回 
  - 1985, 1990, 2000, 2010, 2012, 2016
- 韓国FAカップ：2回
  - 1998, 2015
- 韓国リーグカップ：2回
  - 2006, 2010
- 韓国スーパーカップ：1回
  - 2001

## 過去の成績
| シーズン | ディビジョン | ディビジョン | ディビジョン | ディビジョン | ディビジョン | ディビジョン | ディビジョン | ディビジョン | ディビジョン    | 韓国FAカップ | チャンピオンシップ |
| シーズン | リーグ       | 試           | 勝           | 分           | 敗           | 得           | 失           | 点           | 順位            | 韓国FAカップ | チャンピオンシップ |
| -------- | ------------ | ------------ | ------------ | ------------ | ------------ | ------------ | ------------ | ------------ | --------------- | ------------ | ------------------ |
| 1984     | Kリーグ      |              |              |              |              |              |              |              | 前期5位 後期7位 | -            | 資格なし           |
| 1985     | Kリーグ      |              |              |              |              |              |              |              | 1位             | -            | 大会なし           |
| 1986     | Kリーグ      |              |              |              |              |              |              |              | 前期2位 後期1位 | -            | 準優勝             |
| 1987     | Kリーグ      |              |              |              |              |              |              |              | 5位             | -            | 大会なし           |
| 1988     | Kリーグ      |              |              |              |              |              |              |              | 4位             | 優勝         | 大会なし           |
| 1989     | Kリーグ      |              |              |              |              |              |              |              | 2位             | 準決勝敗退   | 大会なし           |
| 1990     | Kリーグ      |              |              |              |              |              |              |              | 1位             | -            | 大会なし           |
| 1991     | Kリーグ      |              |              |              |              |              |              |              | 6位             | -            | 大会なし           |
| 1992     | Kリーグ      |              |              |              |              |              |              |              | 4位             | -            | 大会なし           |
| 1993     | Kリーグ      |              |              |              |              |              |              |              | 2位             | -            | 大会なし           |
| 1994     | Kリーグ      |              |              |              |              |              |              |              | 5位             | -            | 大会なし           |
| 1995     | Kリーグ      |              |              |              |              |              |              |              | 前期8位 後期6位 | -            | 資格なし           |
| 1996     | Kリーグ      |              |              |              |              |              |              |              | 前期8位 後期8位 | ベスト16     | 資格なし           |
| 1997     | Kリーグ      | 18           | 1            | 8            | 9            | 15           | 27           | 11           | 9位             | 準決勝敗退   | 大会なし           |
| 1998     | Kリーグ      | 18           | 6            | 2            | 9            | 28           | 28           | 23           | 8位             | 優勝         | 資格なし           |
| 1999     | Kリーグ      | 27           | 6            | 2            | 17           | 38           | 52           | 24           | 9位             | 準決勝敗退   | 資格なし           |
| 2000     | Kリーグ      | 27           | 17           | 2            | 8            | 46           | 25           | 53           | 1位             | 準々決勝敗退 | 優勝               |
| 2001     | Kリーグ      | 27           | 11           | 10           | 6            | 30           | 23           | 43           | 2位             | 準々決勝敗退 | 大会なし           |
| 2002     | Kリーグ      | 27           | 11           | 7            | 9            | 37           | 30           | 40           | 4位             | ベスト32     | 大会なし           |
| 2003     | Kリーグ      | 44           | 14           | 14           | 16           | 69           | 68           | 56           | 8位             | ベスト32     | 大会なし           |
| 2004     | Kリーグ      | 24           | 7            | 12           | 5            | 20           | 17           | 33           | 前期5位 後期5位 | ベスト16     | 資格なし           |
| 2005     | Kリーグ      | 24           | 8            | 8            | 8            | 37           | 32           | 32           | 前期5位 後期9位 | ベスト16     | 資格なし           |
| 2006     | Kリーグ      | 26           | 9            | 12           | 5            | 31           | 22           | 39           | 前期4位 後期3位 | 準々決勝敗退 | 4位                |
| 2007     | Kリーグ      | 26           | 8            | 13           | 5            | 23           | 16           | 37           | 7位             | 準々決勝敗退 | 資格なし           |
| 2008     | Kリーグ      | 26           | 15           | 9            | 2            | 44           | 25           | 54           | 2位             | ベスト32     | 準優勝             |
| 2009     | Kリーグ      | 28           | 16           | 5            | 7            | 47           | 27           | 53           | 5位             | ベスト16     | 5位                |
| 2010     | Kリーグ      | 28           | 20           | 2            | 6            | 58           | 26           | 62           | 1位             | ベスト16     | 優勝               |
| 2011     | Kリーグ      | 30           | 16           | 7            | 7            | 56           | 38           | 55           | 5位             | 準々決勝敗退 | 1回戦敗退          |
| 2012     | Kリーグ      | 44           | 29           | 9            | 6            | 76           | 42           | 96           | 1位             | ベスト16     | 大会なし           |
| 2013     | Kクラシック  | 38           | 17           | 11           | 10           | 59           | 46           | 62           | 4位             | 準々決勝敗退 | 大会なし           |
| 2014     | Kクラシック  | 38           | 15           | 13           | 10           | 42           | 28           | 58           | 3位             | 準優勝       | 大会なし           |
| 2015     | Kクラシック  | 38           | 17           | 11           | 10           | 52           | 44           | 62           | 4位             | 優勝         | 大会なし           |
| 2016     | Kクラシック  | 38           | 21           | 7            | 10           | 67           | 46           | 70           | 1位             | 準優勝       | 大会なし           |
| 2017     | Kクラシック  | 38           | 16           | 13           | 9            | 56           | 42           | 61           | 5位             | ベスト16     | 大会なし           |
| 2018     | Kリーグ1     | 38           | 9            | 13           | 16           | 40           | 48           | 40           | 11位            | ベスト16     | 大会なし           |
| 2019     | Kリーグ1     | 38           | 15           | 11           | 12           | 53           | 49           | 56           | 3位             | ベスト32     | 大会なし           |
| 2020     | Kリーグ1     | 27           | 8            | 5            | 14           | 23           | 44           | 29           | 9位             | 準々決勝敗退 | 大会なし           |
| 2021     | Kリーグ1     | 38           | 12           | 11           | 15           | 46           | 46           | 47           | 7位             | 3回戦敗退    | 大会なし           |
| 2022     |              |              |              |              |              |              |              |              |                 |              |                    |

## 歴代監督
- 朴世鶴（朝鮮語版） 1984-1987
- 高在旭（朝鮮語版） 1988（代行）
- 高在旭 1989-1993
- 趙榮增（朝鮮語版） 1994-1996.11
- 朴恒緒 1996.11-12
- 朴炳柱（朝鮮語版） 1997-1999
- 趙廣來 1999-2004
- 李章洙（朝鮮語版） 2005-2006
- ギュネシュ 2007-2009
- ヴィンガーダ（ポルトガル語版） 2010
- 皇甫官 2011-2011.4
- 崔龍洙 2011.4-12（代行）
- 崔龍洙 2012-2016.6
- 金聖宰（朝鮮語版） 2016.6
- 黄善洪 2016.6-2018.4
- 李乙容 2018.4-2018.10（代行）
- 崔龍洙 2018.10-2020.7
- 金浩永（朝鮮語版） 2020.8-9
- 朴赫淳（朝鮮語版） 2020.9-11
- 李元準（朝鮮語版） 2020.11-12
- 朴珍燮（朝鮮語版） 2021-2021.9
- 安益秀（朝鮮語版） 2021.9-2023.8
- 金珍圭 2023.8-12（代行）
- 金基東（朝鮮語版） 2024-

## 歴代所属選手

### GK
- 劉鉉 2016-2018

### DF
- 金東進 2000-2006
- 李正秀 2002-2004
- 金致坤 2004-2009
- 郭泰輝 2005-2007
- 金致佑 2008-2017
- 車ドゥリ 2013-2015
- オスマル・イバニェス 2014-2017, 2019-2023
- 鄭仁煥 2016-2017

### MF
- 李乙容 2003-2004, 2006-2008
- 前園真聖 2003
- 金承龍 2004-2006, 2008-2009
- 奇誠庸 2006-2009
- 余孝珍 2006-2011
- キキ・ムサンパ 2008
- リカルド・エステヴェス（ポルトガル語版） 2010
- セルヴェル・ジェパロフ 2010-2011
- マウリシオ・モリーナ 2011-2015
- 髙萩洋次郎 2015-2016
- 小川慶治朗 2022.7-

### FW
- 崔兌旭 2000-2003, 2010-2013
- 韓東元 2002-2006
- グラフィッチ 2003
- 金殷中 2004-2008
- 鄭助國 2004-2010, 2012-2015
- 朴主永 2005-2008, 2015-2021
- 崔龍洙 2006
- 李昇烈 2008-2011
- デヤン・ダミヤノヴィッチ 2008-2013, 2016-2017
- エスクデロ競飛王 2012-2015
- アドリアーノ 2015-2016、2020-
- ベン・ハロラン 2022-2022.7

## アカデミー
Kリーグにドラフト制度が復活した2006年、韓国プロサッカー連盟理事会は18歳以下の育成方策について、各クラブに縁故地域（ホームタウン）内の高校を1か所指定してクラブのアカデミーとしてサッカー部の運営を担当させ、その見返りとしてクラブに毎年ドラフトで当該高校の卒業予定選手4人を優先的に指名する権利を与えることにした。これを受けてFCソウルは同年末に東北高等学校と協約を締結し、翌2007年から同校サッカー部の運営を開始した。その後、アカデミーを強化するため2012年8月28日に五山学園とサッカーチーム協約を締結。東北高校サッカー部の運営契約は2012年限りで終了し、同年12月28日に五山中学校・五山高等学校サッカー部が創立。U-18、U-16、U-14に細分化して年齢に合った訓練プログラムを行うとした。